# Stagnicola exilis
Stagnicola exilis är en snäckart som först beskrevs av I. Lea 1834.  Stagnicola exilis ingår i släktet Stagnicola och familjen dammsnäckor. IUCN kategoriserar arten globalt som livskraftig. Inga underarter finns listade i Catalogue of Life.